# Forez
Pour l’article ayant un titre homophone, voir Forêt (homonymie).
Le Forez (prononcé /fɔ.ʁɛ/ ; en forézien Forêz) est une région naturelle et historique française située, pour l'essentiel, dans la partie centrale de l'actuel département de la Loire (région Auvergne-Rhône-Alpes).
Cette région est au cœur du comté de Forez puis de la province de Forez sous l'Ancien Régime, cette dernière englobant tardivement une bonne partie des régions du Roannais et du Jarez (dont la ville de Saint-Étienne).
Constituée d'une vaste plaine traversée par le fleuve Loire et entourée de monts, la région du Forez correspondrait aux limites du pagus forensis ou pays de Feurs (l'antique forum segusiavorum qui donna son nom à la région). Ce pagus est l'une des divisions administratives du territoire des Ségusiaves sous Auguste, qui perdura sous les Carolingiens.
Depuis 1998, une grande partie de cette région est labellisée Pays d'art et d'histoire du Forez et incluse dans un Pays du Forez depuis 2004.
Culturellement, la région du Forez est associée à un paysage globalement rural, évoluant depuis la plaine jusqu'aux Hautes Chaumes ; à l'eau (Loire et ses affluents, canal, étangs, sources d'eau minérale - Badoit, Parot, Montarcher - et thermale) ; à des productions agricoles (Côtes-du-forez, Fourme de Montbrison, poule Cou nu du Forez) ; à des édifices du Moyen Âge (églises, prieurés et châteaux) et de la Renaissance (Château de la Bastie d'Urfé) ; à des savoir-faire artisanaux et industriels dans les domaines du textile (travail de la soie et textile médical), du fer (La Boule Obut, Chapuis Armes) et du verre (Verrerie de Saint-Just).
Les habitants du Forez sont appelés Foréziens et le dialecte de la langue arpitane qu'on y parlait et qui est encore très rarement parlé est traditionnellement appelé le forézien. L'emploi de l'occitan était courant à l'ouest et au sud-ouest du Forez. Le Forez est le théâtre d'un livre majeur de la littérature française : L'Astrée d'Honoré d'Urfé.

## Toponymie
L'explication du nom Forez par l'homophonie avec « forêt », qui fut souvent considérée comme fautive, pourrait néanmoins s'appuyer sur une origine commune des deux termes. En effet, si le pagus forensis des Carolingiens a bel et bien reçu son nom de la ville de Feurs (l'antique Forum Segusiavorum, littéralement le forum des Ségusiaves), le toponyme "Forez", dérivant de forum segusiavorum a probablement désigné initialement un ensemble de terres à caractère public antique (ager publicus) des Ségusiaves libres vivants à l'extérieur de la colonie romaine de Lyon, terres publiques qui auraient par la suite formé le comté.

## Prononciation
Le z final du nom Forez est muet dans son utilisation en règle générale, notamment dans le département de la Loire. En ce sens la prononciation suit celle des  toponymes francoprovençaux. En alphabet phonétique international (API), le nom de la province se lit /fɔ.ʁɛ/ et est donc strictement homophone des mots forêt et foret.
De manière générale, dans la prononciation régionale, les finales S, ST, Z, PT, X des noms propres ne se prononcent pas. Par exemple, Saint-Just-en-Chevalet se prononce sinjuanchvalè, Villerest vilrè, Marclopt marclô, Nandax nanda, etc. Saint-Genest-Lerpt, à côté de Saint-Étienne, semble cumuler en se prononçant simplement comme singe-nè-l'air ainsi que Saint-Priest-en-Jarez qui se prononce sinprié enjarè au contraire de Saint-Priest dans le Rhône par exemple, actuellement prononcé sinprieste par ses habitants alors que dans les années 1960, les anciens du lieu prononçaient "sinpriè".
Néanmoins, le z final n'est pas muet dans la partie située en Auvergne en limite avec la vallée de la Dore (dans la partie occidentale des monts du Forez et le reste du Puy-de-Dôme). En effet, sur cette zone la prononciation du nom dérive de l'occitan et donc de la langue d'oc. Ainsi un thiernois prononcera le z alors qu'un roannais ne le prononcera pas.

## Géographie

### La région naturelle du Forez
Cette région est composée d'une plaine éponyme traversée par le fleuve Loire, du versant oriental des monts du Forez ainsi que du versant occidental des monts du Lyonnais.
Il est possible d'identifier au moins 154 communes appartenant à cette région, dont une majorité sont regroupées au sein d'un Pays du Forez (132 communes en 2016).

#### La plaine du Forez

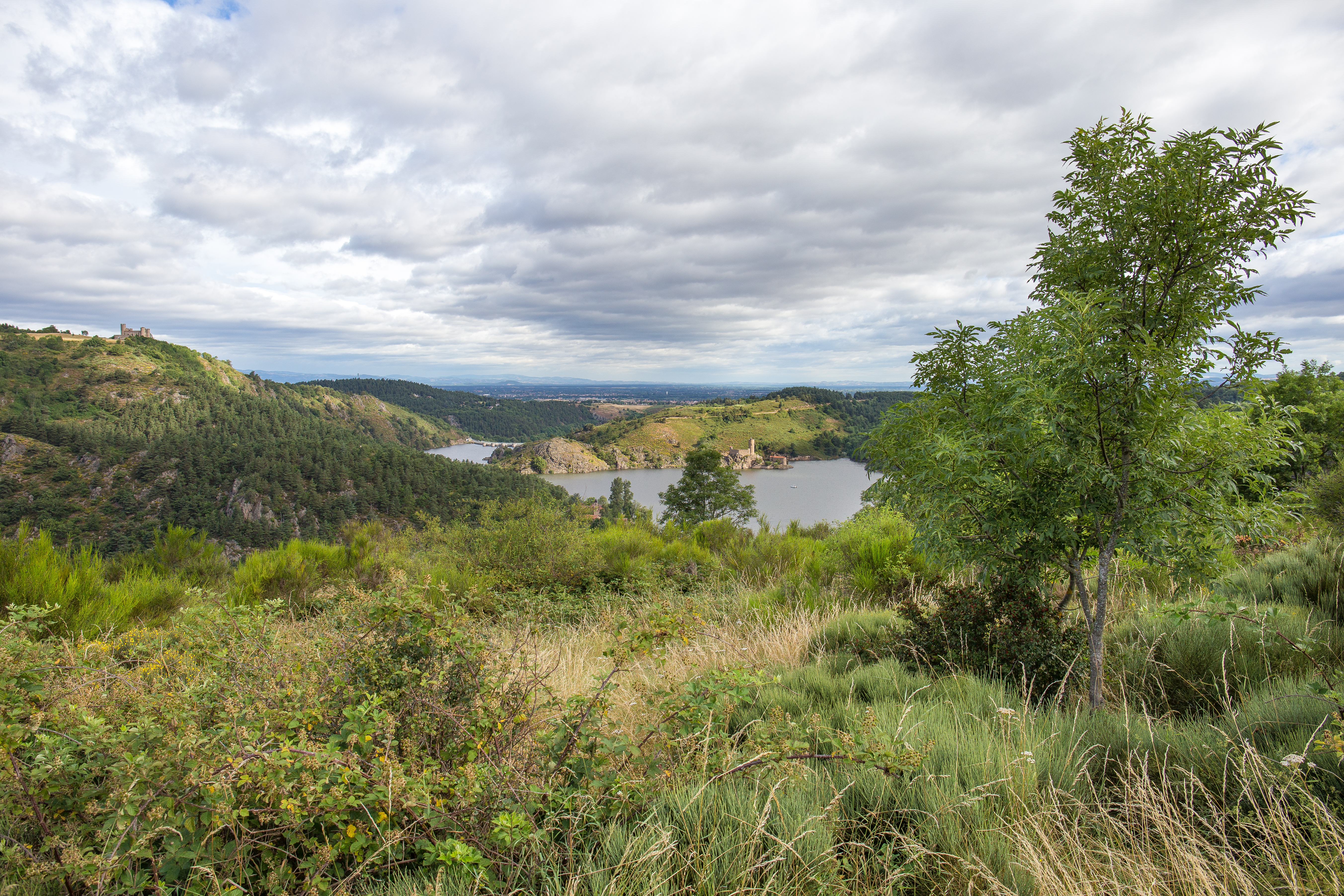
Depuis le plateau des Condamines à Saint-Victor-sur-Loire, le lac de Grangent avec son château, et dans les hauteurs le château d'Essalois. Juin 2017.

La plaine du Forez, s'étend sur environ 760 kilomètres carrés à l'est du Massif central, au centre du département de la Loire, pour une altitude se situant autour de 350 à 400 m. Elle correspond à un effondrement de l'époque tertiaire encadré par les montagnes du matin (monts du Lyonnais) à l'est, les montagnes du soir (monts du Forez) à l'ouest, le seuil de Neulise au nord et les gorges de la Loire au sud. Le sol est recouvert d'une forte épaisseur d'alluvions composés de couches d’argile et de sable granitique. La plaine du Forez appartient, avec la plaine d'Alsace et la Limagne, au système de plaines d'effondrements du rift ouest-européen qui court de la mer du Nord à la Méditerranée daté de l'éocène et oligocène.
L'eau est très présente dans cette plaine du Forez. En effet, la Loire la traverse du sud au nord. De plus, cette plaine est parsemée de nombreux étangs créés à partir du XIIIe siècle pour la pisciculture. On compte aujourd'hui environ 300 étangs pour une superficie de 1 500 hectares mais il y avait 600 à 700 étangs au début du XIXe siècle, pour une surface de 3 000 à 3 600 hectares. La plaine est également irriguée par le canal du Forez. Par ailleurs, plusieurs sources d'eaux minérales sont encore exploitées : Badoit à Saint-Galmier et Parot à Saint-Romain-le-Puy. Enfin, si le thermalisme à Montrond-les-Bains date de 1885, Moingt accueillait à l'époque romaine des thermes et s'appelait Aquae Segetae.
Le sud de la plaine se rattache par ses activités industrielles et la rurbanisation à l'agglomération stéphanoise, le nord a gardé un caractère plus rural, polarisé par les villes de Feurs et de Montbrison.
Le sud de la plaine s'est industrialisé à partir des années 1960. Sous l'initiative des communes Andrézieux / Bouthéon (pas encore unies à l'époque), Saint-Just / Saint-Rambert (de même), Bonson et Saint-Cyprien, une politique de développement industriel se met en place, sous l'égide de la SEDL (Société d'équipement et de développement de la Loire). Le préfet y oriente les investissements, et favorise les regroupements de communes. Au début il s'agissait d'attirer de nouvelles entreprises, extérieures à la région. Les résultats arrivent dans les années 1970. Dans les faits, ce sont des entreprises venant de Saint-Étienne ou des vallées de l'Ondaine et du Gier qui se sont installées, la chute des emplois dans ces anciens territoires n'étant pas compensée dans l'opération de déménagement. L'avantage de ces nouveaux territoires venait de la faiblesse du cout des terrains agricoles, et de ce que les terrains disponibles sont plats. Avec le nouvel aéroport, cet espace a aujourd'hui complètement perdu son caractère rural, mais bénéficie d'une certaine aisance économique.

#### Le versant oriental des monts du Forez

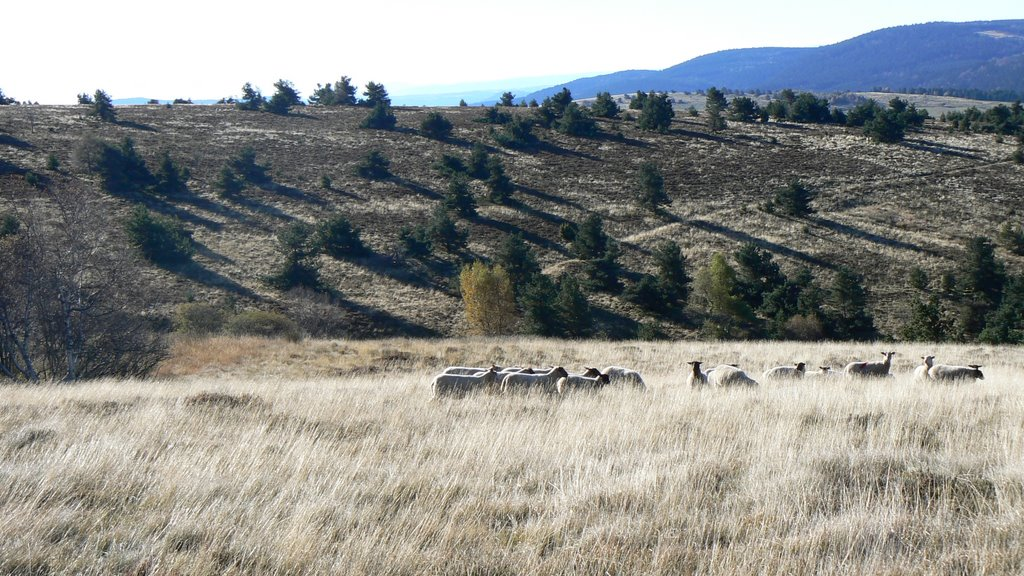
Lande dans les monts du Forez.

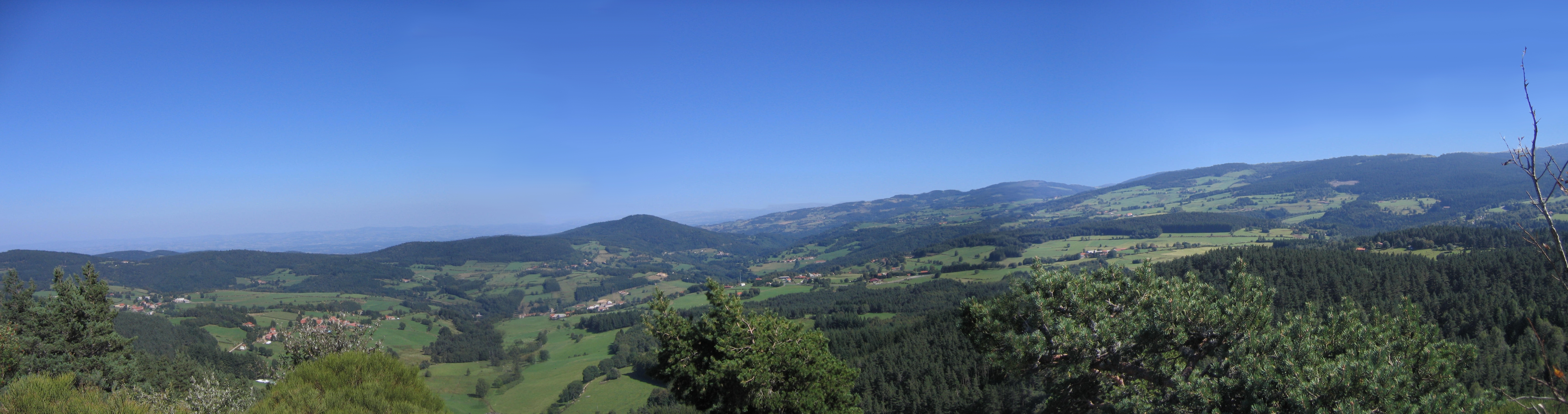
Vue depuis le rocher de l'Olme.

Situés à l'ouest du département de la Loire, les monts du Forez sont appelés localement montagnes du Soir. Le point culminant est Pierre-sur-Haute (1 631 m).
Le socle des monts du Forez est constitué de roches magmatiques (granites) et métamorphiques (gneiss). L'édification de la chaîne s'est réalisée à l'Ère primaire. Au Tertiaire, le cycle alpin a créé le relief actuel avec des monts et des vallées. Cet épisode se termine par une phase volcanique Miocène. Puis les glaciations du Quaternaire ont érodé le paysage pour donner la forme actuelle.
Vers 1 400 mètres d'altitude, les vastes forêts de hêtres et de sapins, laissent place à des landes et tourbières à la diversité floristique remarquable : les Hautes Chaumes, site classé Natura 2000 qui abrite également la réserve naturelle régionale des Jasseries de Colleigne. Le climat des hautes Chaumes se caractérise par la présence de la burle, vent du nord formant d'importants amas neigeux et expliquant l'absence d'arbres sur les plateaux sommitaux, ainsi que de brouillards fréquents (132 jours par an) occasionnant du givre.
La ligne de crête des monts du Forez constitue une frontière naturelle est-ouest entre deux zones distinctes bien que très apparentées :
- Le versant oriental des monts du Forez et la plaine du Forez jusqu'aux monts du Lyonnais constituèrent le cœur du comté historique. Les dialectes arpitans étaient encore courants au XXe siècle ;
- Le versant occidental de la chaîne (partie de l'actuel département du Puy-de-Dôme, entre le lit de la Dore et la ligne des crêtes), est tourné vers l'Auvergne ; le nord-occitan s'y est maintenu jusqu'au XXe siècle[13]. Ce versant occidental n'a jamais fait partie à proprement parler de la province du Forez.

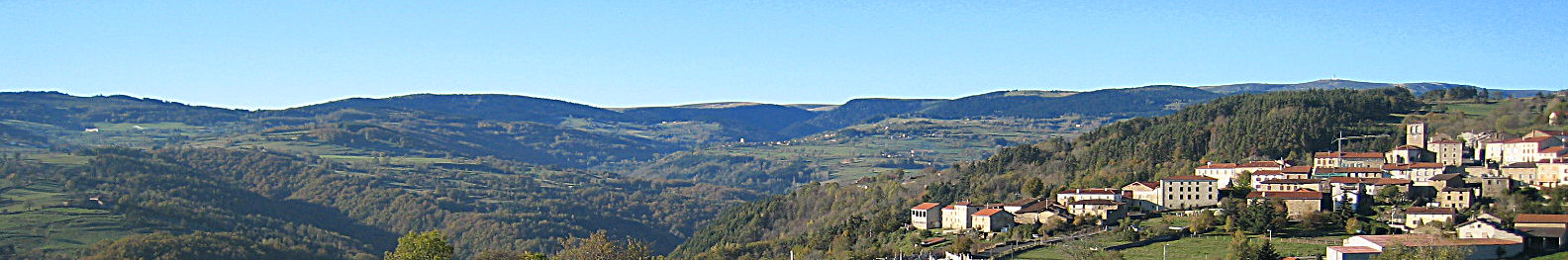
Les monts du Forez depuis Saint-Georges-en-Couzan.

#### Le Pays du Forez
Le Pays, au sens des lois Pasqua et Voynet, est un lieu privilégié de coopération entre collectivités locales. Dans le Forez, il prend la forme d'un syndicat mixte des Pays du Forez, créée en 2004 et regroupait huit intercommunalités de la région du Forez (les sept premières situées dans la Loire et la dernière dans le Puy-de-Dôme) :
- la communauté d'agglomération de Loire Forez ;
- la communauté de communes des Collines du matin ;
- la communauté de communes de Feurs en Forez ;
- la communauté de communes des Montagnes du Haut Forez ;
- la communauté de communes du Pays d'Astrée ;
- la communauté de communes du Pays de Saint-Bonnet-le-Château ;
- la communauté de communes du Pays de Saint-Galmier ;
- la communauté de communes de la Vallée de l'Ance.

En 2016, le Pays du Forez couvre, ainsi, une majorité de la région historique et naturelle du Forez, soit une superficie de plus de 2 013 km2 répartie en 132 communes et représentant 169 700 habitants.
Le syndicat mixte porte également le label national Pays d'art et d'histoire du Forez depuis 2006. Un premier label avait déjà été obtenu en 1998 pour 90 communes.

### Les limites de l'ancienne province
En tant qu'ancienne province et ancien comté, le Forez s'est étendu sur la région du Forez proprement dite mais également sur une bonne partie du Roannais, du Lyonnais et du Jarez, avec des incursions dans les départements actuels de Haute-Loire, Puy-de-Dôme et Allier.
Même si elles ont pu être modifiées au cours des siècles par les découpages, les mariages et les transactions, les limites géographiques de la province du Forez sont :
- au nord : les monts du Charolais ;
- à l'est : les monts du Lyonnais et du Beaujolais ;
- au sud : les monts du Velay et le Jarez ;
- à l'ouest : les monts du Forez, les Bois Noirs et les monts de la Madeleine ;
- au centre : une plaine traversée par la Loire, resserrée au nord pour former ensuite la plaine de Roanne.

Au nord, les limites de l'ancienne province du Forez sont assez lointaines, puisqu'elles englobent la petite cité médiévale de Montaiguët-en-Forez qui, située dans le département de l'Allier, est largement au nord-ouest de Roanne. En revanche, si Roanne est historiquement en Forez, bien que séparée de la plaine du Forez par le Seuil de Neulise, la ville qui lui fait face sur l'autre rive de la Loire, Le Coteau, était rattachée à l'ancienne province du Beaujolais.
La capitale de ce territoire fut Feurs puis Montbrison, deux villes de la plaine du Forez, mais dès la fin de l'Ancien Régime, avec l'essor de l'industrie, c'est Saint-Étienne, ville de l'ancien Jarez, qui devint la ville « la plus considérable du Forez ».

### Le Livradois-Forez
Le nom de Forez participe à la dénomination du parc naturel régional Livradois-Forez, créé en 1986, situé principalement sur le versant occidental des monts du Forez, pour la plus grande partie dans le Puy-de-Dôme (essentiellement arrondissements d'Ambert et de Thiers), mais aussi dans le nord de la Haute-Loire. Depuis 2011, cinq communes de la Loire font également partie de ce parc naturel régional. Trois communes ligériennes supplémentaires l'intègrent en 2017.

## Histoire

### De l'âge de la pierre à l'âge du bronze
La présence humaine en Forez remonterait jusqu'à 100 000 ou 200 000 ans. On signale ainsi des pointes et des racloirs caractéristiques dans la plaine du Forez : un millier d'outils en silex ont été recensés dans tout le département. Les vestiges, s'ils sont plus nombreux en Roannais, n'attestent pourtant pas une présence humaine plus importante que dans le Forez strict : l'importante couche de sédiments de la plaine peut dissimuler de nombreux objets. Le témoin le plus ancien et le plus significatif de la présence du Paléolithique supérieur, découvert en 1880, est effectivement près de Villerest, dans les gorges de la Loire, à proximité de l'agglomération roannaise. En revanche, on relève la Grotte des fées à Sail-sous-Couzan, dans le Forez, comme un lieu notable avec la présence d'une centaine de silex taillés, issus pour une partie du Magdalénien (17 000 à 12 000 av. J.-C.).

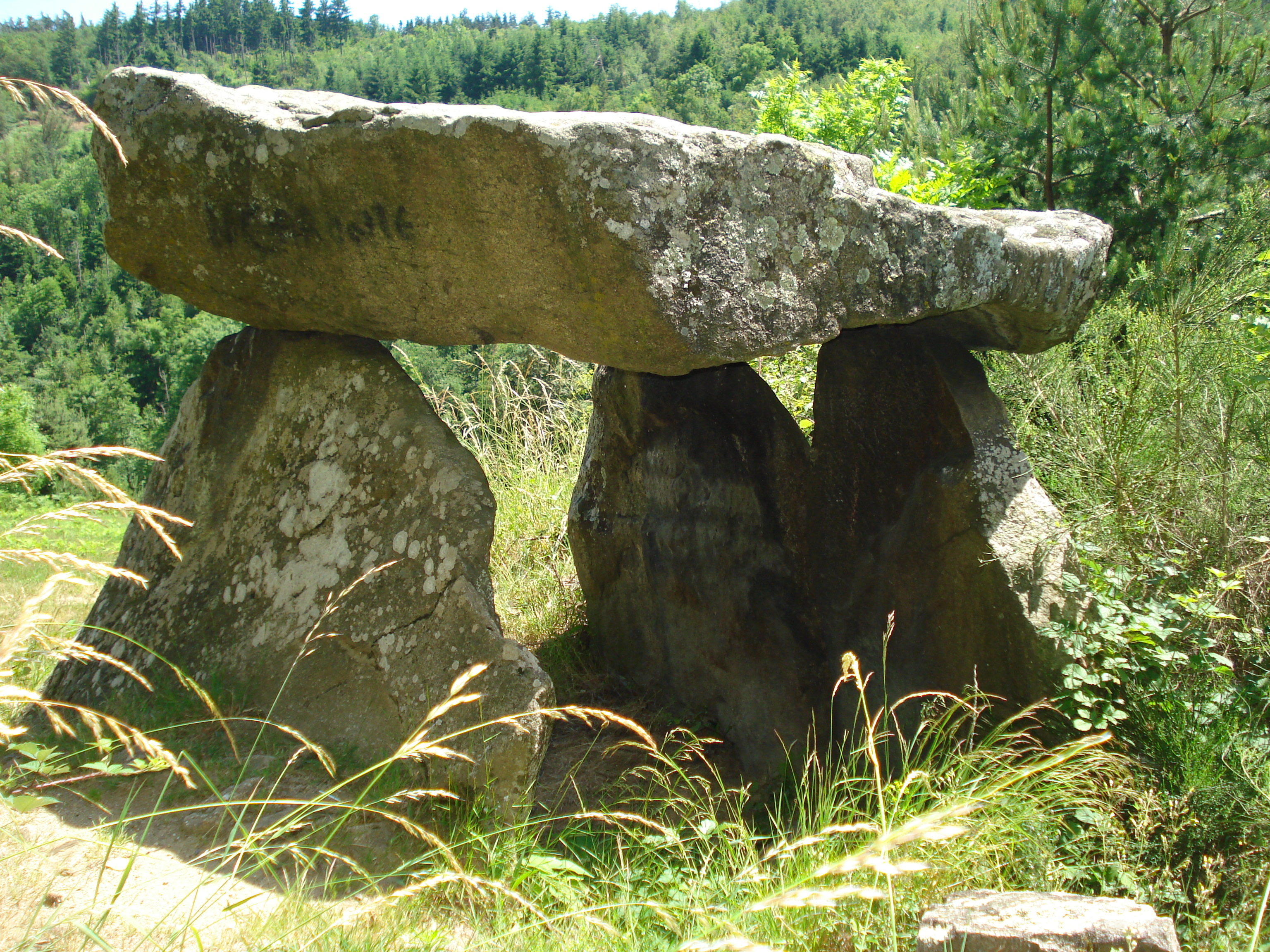
Dolmen de Roche-Cubertelle (Luriecq).

Le Néolithique a donné d'abondantes récoltes de vestiges de surface dans la plaine du Forez : dolmens à Balbigny (aujourd'hui détruits), hache bipenne à Précieux, Dolmen de Roche-Cubertelle à Luriecq dans les monts du Forez proches. La civilisation chasséenne, entre le IVe et le IIIe millénaire av. J.-C., donne des traces importantes en termes de céramiques, de silex, de pointe de flèches ou encore de meules, comme à Saint-Georges-en-Couzan, Périgneux ou encore dans les monts d'Uzore.
L'âge du bronze laisse d'importants vestiges du bronze moyen et final (entre 1500 et 800 av. J.-C.). Pour le bronze moyen, on relève des bracelets en bronze (Vinol, commune de Bard), une hache à talon et des faucilles (Précieux) ou encore divers objets isolés à Lijay (commune de Débats-Rivière-d'Orpra), Essalois (commune de Chambles) ou encore à Chalmazel. Pour le bronze final, il s'agît là encore d'une hache à talon ainsi que d'un poignard dans les monts du Lyonnais à Grammond, de fragments de lame au Bout du Monde à Feurs, ou un nouveau bracelet décoré à Montverdun<.
Plus récemment, des fouilles diverses ont révélé de nouveaux éléments quant à l'occupation de la plaine du Forez au Néolithique et à l'âge du bronze :
- l’étang Bachat, Craintilleux, premières traces d'occupation agricole datées du premier néolithique, environ 5000 av. J.C.[24] ;
- ca Châtre-Tassin-Poirier, Saint-Laurent-la-Conche-Marclopt[25] ;
- la Font de l’Or, Cleppé[26] ;
- Chambéon et Magneux-Haute-Rive[27],[28] ;
- le lieu-dit Les Chaninats à Andrézieux-Bouthéon : indices d'un habitat de l'âge du bronze ancien (vers 2000 av. J.-C.)[29].

### Antiquité

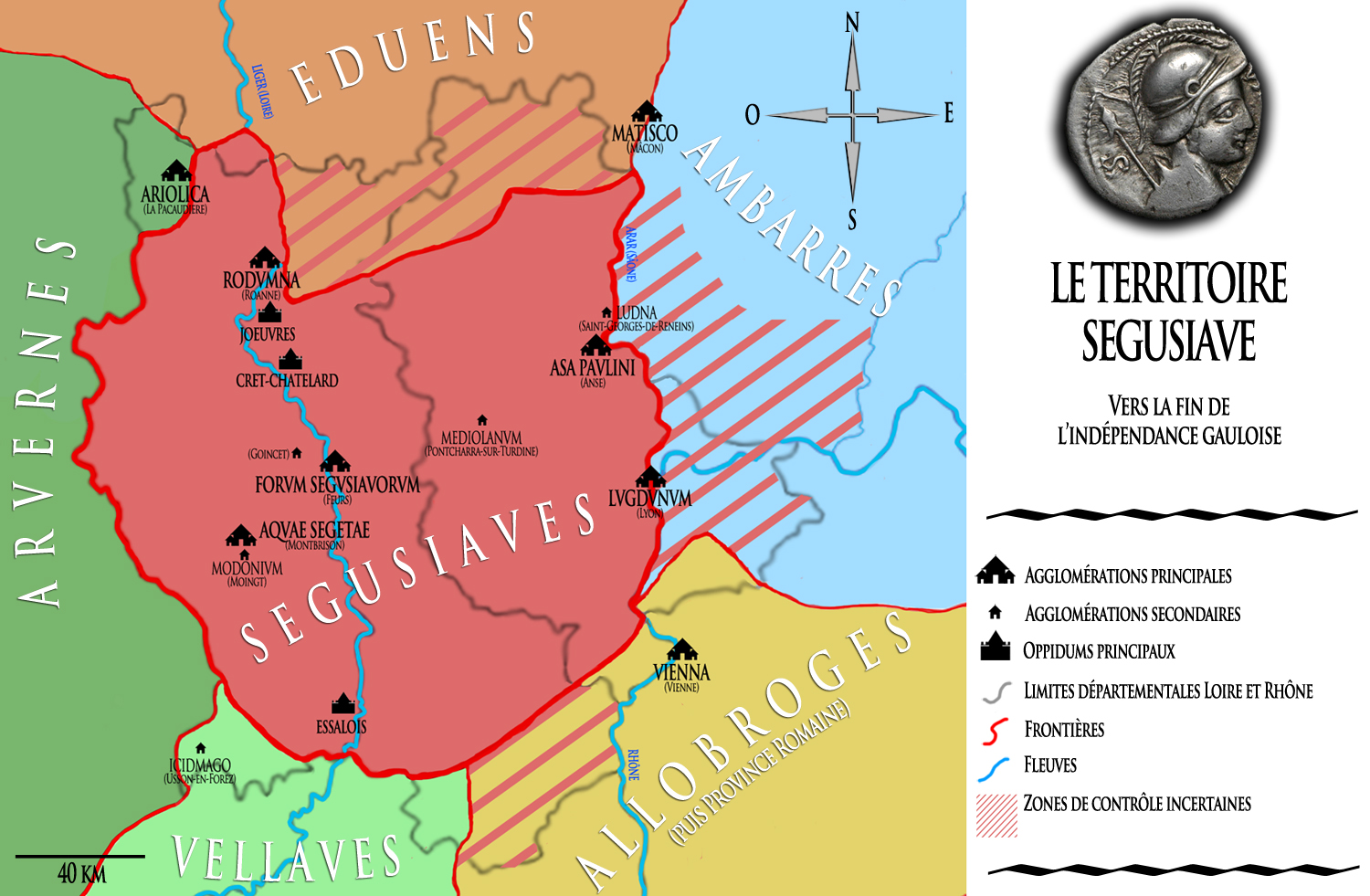
Le territoire ségusiave.

Le territoire du peuple des Ségusiaves s'étendait initialement sur le Forez mais aussi sur la majeure partie des départements actuels de la Loire et du Rhône, au moins jusqu'à Lyon et les rives de la Saône.
Avant 43 av. J.-C., les colons militaires chassés de Vienne y avaient trouvé refuge à l'emplacement où allait être fondée la Colonia Copia Felix Munatia, bientôt rebaptisée Copia Lugdunum. La perte de ce territoire expliquerait que sous Auguste Rome reconnut à Forum Segusiavorum le titre de cité libre  et ainsi aux Ségusiaves le statut juridique de peuple libre (Civitas Segusiavorum Libera).

### Le comté de Forez

Armoiries des comtes de Forez : de gueules au dauphin d'or.

Les sources historiques relatives au Forez sont bien connues et sont intégralement publiées sous le titre de « chartes du Forez ».
Le Forez intègre vers 955 le royaume du Bourgogne, probablement apporté en dot lors du mariage de Mathilde de France avec Conrad de Bourgogne. Dès lors, un conflit chronique entre l'autorité comtale en Forez et l'Église de Lyon sur la question des droits sur Lyon et le lyonnais perdure jusqu'à la fin du XIIe siècle.
En 1167, Guigues II de Forez élevé sous la protection du roi, rend hommage à Louis VII pour l'ensemble des places fortes qu'il occupait pour le roi en Forez,,.
Après une première transaction rétablissant les droits du comte sur Lyon, est conclue en 1173 la permutatio, l'acte de vente de la majeure partie des possessions lyonnaise du comte, accord qui est ratifié par le roi de France et le pape. Le comte de Forez renonçait à ses prétentions sur toute la rive gauche de la Saône, tout en assurant très probablement l'accession future de son fils cadet Renaud de Forez à l'archevêché de Lyon.
Dès le début du XIIe siècle, le Forez paraît dans les chartes avoir été une terre « libre » où l'achat, la vente et la transmission des terres se faisait, moyennant les droits en usage, en toute liberté. De même, les sources ne portent pas mention d'un quelconque système de servage.
Le titre de capitale du comté est retiré à la ville de Feurs, le 6 mai 1441, par lettres patentes de Charles Ier de Bourbon, 5e duc de Bourbon, duc d'Auvergne, comte de Forez et comte de Clermont (en Beauvaisis) et accordé à la ville de Montbrison. Ce transfert de capitale est confirmé, l'année suivante, par d'autres lettres patentes signées à Moulins. Toutefois, l'antique cité continuera à jouer un certain rôle dans la vie du fief comtal.
Trois dynasties de comtes se succédent dans le Forez ; la dernière est celle de Bourbon, à laquelle le Forez échoit par le mariage de Louis II, duc de Bourbon, avec Anne de Forez, dauphine d'Auvergne, seule héritière de ce comté. Après la défection du connétable Charles III (1523), le Forez est confisqué et peu après (1531) il est réuni à la couronne de France.

Le gouvernement général de Lyon au XVIII, avec les provinces du Lyonnais, du Forez et du Beaujolais et les communes et départements actuels.

En 1542, la province du Forez intègre la généralité de Lyon, structure administrative comprenant également les provinces du Lyonnais et du Beaujolais.

### De la Révolution à nos jours

#### Du département de Rhône-et-Loire à celui de la Loire
Lors de la Révolution française, la province du Forez est intégrée dans un éphémère département de Rhône-et-Loire (1790-1793) qui reprenait les limites territoriales de la généralité de Lyon. Ce département a une histoire très courte car, à la suite du soulèvement de Lyon contre la Convention nationale, il est scindé en deux : 
- à l'est le département du Rhône (Lyonnais et Beaujolais) ;
- à l'ouest, le département de la Loire (Forez, partie du Beaujolais et des Monts du Lyonnais) avec, pour chef-lieu, la ville de Feurs en 1793, puis Montbrison en 1795 et enfin Saint-Étienne depuis 1855.

#### Le Forez, berceau du chemin de fer français
Le Forez a été la première région française équipée de voies ferrées. La première descendait, dès 1827, de Saint-Étienne jusqu'au port d'Andrézieux, sur la Loire, où le charbon stéphanois apporté par rail était alors transbordé dans des bateaux rudimentaires conçus pour un seul voyage, les « rambertes » ou « salambardes ».
En 1830, les frères Seguin ouvraient une seconde ligne de Saint-Étienne à Lyon par la vallée du Gier.
En 1833, la première ligne Saint-Étienne-Andrézieux était prolongée jusqu'au Coteau près de Roanne, traversant toute la plaine du Forez du sud au nord et franchissant le seuil de Neulise. Le tracé de cette ancienne ligne est encore bien visible entre Balbigny et Roanne, cette partie du tracé ayant été abandonnée et déplacée lors de l'ouverture de la ligne de Nevers à Lyon par Saint-Germain-des-Fossés et Roanne en 1858.
En 1838, le premier tramway de France est mis en service sur la route entre Montrond-les-Bains et Montbrison, soit 15 kilomètres à travers la plaine du Forez.

#### Métamorphose du paysage de la plaine du Forez au XIXe siècle
Vaste cuvette, la plaine du Forez a longtemps contrarié l'agriculture des hommes. Par ses caractéristiques géologiques et l'absence de relief, elle renfermait des sols minces et gorgés d'eau une large partie de l'année, l'été étant au contraire régulièrement caniculaire et asséchant gravement les terres. L'humidité des sols empêche le développement d'une végétation haute, et les arbres sont rares. La plaine fait vivre durement ses paysans, la qualité médiocre de ses sols obligeant à un dur labeur pour de bien maigres résultats. Pour ne rien arranger, les eaux stagnantes à cause d'un drainage inefficace offrent un terreau de maladies et la mortalité est forte. On cultive alors principalement les céréales au sein de larges propriétés qui emploient quelques grangers miséreux (des métayers). Les grands propriétaires, peu soucieux de leurs terres, de l'état de leurs grangers et davantage préoccupés par le rendement économique, privilégient alors les cultures les plus rentables financièrement. Les conditions de vie et de travail difficiles ainsi que la mortalité importante attirent peu, entraînant alors une densité de population parfois très faible, bien plus basse que les populeux monts du Forez. François Tomas dit que la structure agraire de la plaine dévore les hommes.

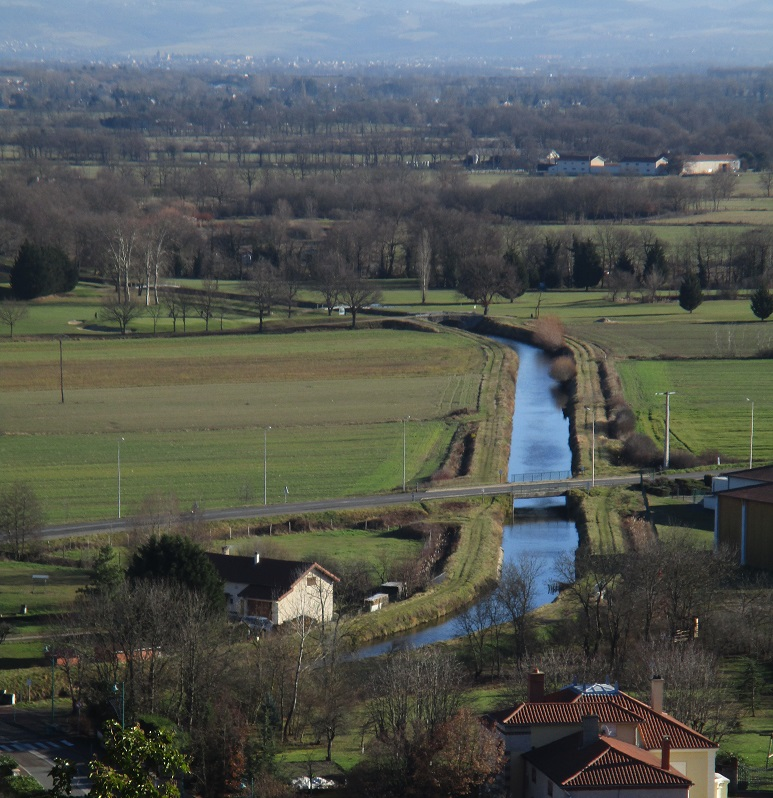
Canal du Forez depuis le pic de Saint-Romain-le-Puy.

Le développement des sociétés d'agriculture autant que l'arrivée de capitaux issus du bassin houiller stéphanois va permettre au cours du XIXe siècle de redonner vie à la plaine du Forez. Des industriels rubaniers et de la mine, sinon des nobles de titres récents se lancent dans l'aventure sur les conseils de la société d'agriculture de Montbrison, qui prêche les bons usages et les bonnes pratiques de la terre. Alors que l'agriculture est rudimentaire et le travail des champs inefficace, on se lance alors dans une vaste d'entreprise de drainage de toute la plaine. Des fossés bien disposés parsèment tout le territoire et les outils se modernisent. Bien qu'on élimine l'eau des terres, on pense aussi aux périodes de sécheresse, car paradoxalement la plaine du Forez est un des pays les moins pluvieux de France. C'est un problème : alors que le conseil général préconise l'élimination des étangs, qu'on accuse de propager les maladies et les fièvres, les agriculteurs souhaitent quant à eux les préserver pour l'irrigation des champs. Finalement, de nombreux étangs se créent principalement dans ce but, même si l'on élimine les plus insalubres. Le XIXe siècle voit leur apogée quant au nombre et à la surface. Leur répartition est cependant inégale, et on souhaite aussi améliorer l'irrigation par la création de plusieurs canaux. Le seul créé sera finalement le canal du Forez, dont la construction commence 1865, auquel on additionne de nombreuses artères et canalisations pour un total de 300 km de voies d'eau.
Une mutation paysagère s'opère alors. Non seulement les sols changent, mais aussi l'agriculture. Avec l'irrigation, on permet la mise en pré (l'emprayage) de nombreux champs au mauvais rendement, ainsi que de landes inutiles. On développe donc massivement l'élevage bovin, alors que la demande de viande de boucherie en provenance de Saint-Étienne est forte. En même temps, les paysans bénéficient de davantage de bêtes de traits pour les travaux des champs. Possession noble en même temps que nécessité militaire, l'élevage des chevaux se répand également par la main de ce qu'on appelle déjà les gentilshommes foréziens. Ces derniers organisent leur domaine selon un idéal aristocratique, additionnant à la grande ferme carrée et isolée, un château et un parc. C'est finalement selon leur convenance que se développe une végétation haute dans la plaine, avec la plantation de bois autour des étangs et de grandes allées boisées. L'emprayage permet et surtout oblige la création de haies pour clore les prés.
Avec cette révolution agricole, la plaine du Forez se retrouve métamorphosée. D'un paysage nu fait de landes et de champs médiocres, le XIXe siècle marque l'arrivée d'un paysage de semi-bocages, alternant entre champs et prés verts. Les arbres, autrefois rares, la parsèment aujourd'hui largement. Le paysage forézien s'en retrouve réinventé par la main de l'homme.

## Culture et patrimoine

### Architecture commune et traditionnelle
Dans son habitat et ses fermes, l'architecture traditionnelle en Forez est relativement variée. Cette diversité est directement issue de la variété importante du relief et des composantes géologiques. Ainsi, deux grands domaines se dessinent, la transition s'opérant entre eux étant plus ou moins rude : une vaste dépression composée de sédiments argilo-sableux dans la plaine du Forez, une région granitique de moyenne montagne aux vallées étroites dans les monts du Forez. Deux grands matériaux dictent donc la plupart des constructions : la terre par le pisé en dessous de 500 mètres d'altitude, la pierre de granite au-delà. Le toit à pente faible à deux pans est la norme à peu près partout et traditionnellement couvert par de la tuile-canal. Néanmoins la tuile mécanique a pu parfois prendre une place importante en plaine à partir de 1900.
La ferme rudimentaire de la plaine est généralement basse, toujours en pisé, comprenant sous le même toit l'habitation et la grange-étable au sein d'un volume compact mais sans véritable ordonnancement. En revanche, la ferme isolée du XIXe siècle, régnant sur un vaste domaine foncier, est beaucoup plus ample. Généralement de forme carrée, close par de hauts murs, elle dispose de vastes bâtiments bien ordonnés entourant une large cour. L'habitat des bourgs de la plaine est lui aussi composé en pisé, rarement en pierre. Celle-ci forme surtout le soubassement de toutes les constructions de pisé, du mur simple jusqu'à la grange. Quand la pierre n'est pas issue directement du sol et des premiers contreforts des monts du Forez, on utilise les galets longeant les différents cours d'eau. Les encadrements de fenêtres et de portes sont soit en bois, soit en briques d'argile, son exploitation étant devenue très importante au XIXe siècle. Des corniches composées de tuiles ou de briques agrémentent l'ensemble.
En s'élevant en altitude, le pisé disparaît peu à peu et fait place au granite comme principal matériau de construction. La ferme est alors presque uniquement bâtie en pierre locale, très rarement taillée. On utilise principalement la pierre taillée pour les encadrements et les chaînes d'angles. Le basalte fait quelquefois son apparition quand la construction prend place sur un ancien pic basaltique. Arrivée tardivement, à une époque où les constructions de fermes sont déjà devenues rares, la brique n'y est pas courante. Construite directement sur le sol de granite, la ferme s'adapte au terrain et dispose dans un premier temps son habitation et ses pièces destinées à l'usage agricole sous le même toit. Plus tard, et avec l'amélioration des conditions de vie et d'exploitation, la ferme s'agrandit, s'élève en hauteur, dissémine ou prolonge parfois ses bâtiments en longueur ou en forme de L. La répartition hétéroclite des ouvertures fait de plus en plus place à leur ordonnancement au cours du XIXe siècle. On profite parfois des avantages du terrain pour bâtir un montoir pour permettre l'accès des chars à la grange, l'étable se trouvant en dessous.

La galerie, aître ou être, a longtemps été un élément essentiel de la ferme ancienne de plaine ou de montagne et notamment dans la partie nord-ouest du Forez. Sorte de balcon de bois abrité sous le toit auquel on grimpe par un escalier, l'être permet d'accéder aux pièces d'habitation en hauteur. Encore largement édifiée jusqu'au XVIIIe siècle, son usage a presque disparu par la suite. Il subsistait encore 280 à 300 maisons à galerie dans les années 1980.

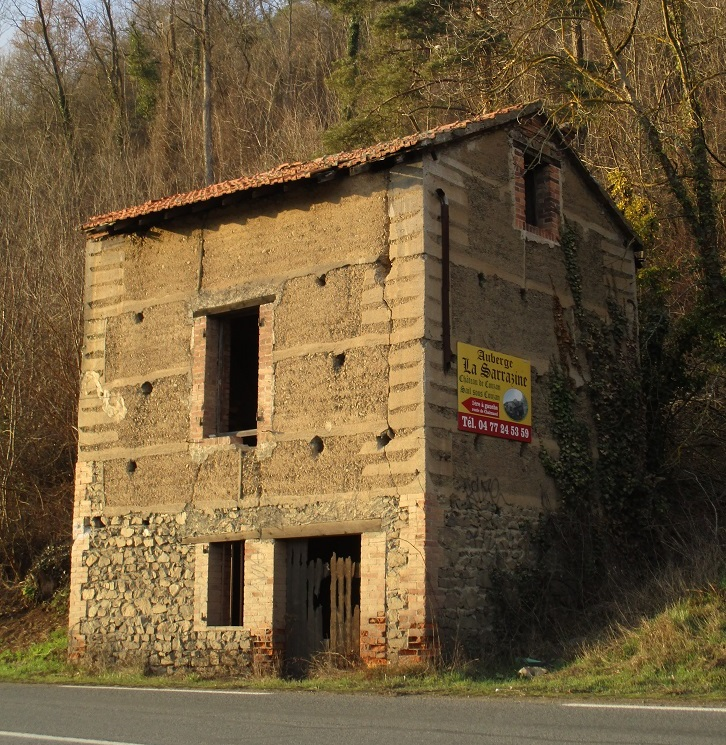
Loge de vigne à Boën.
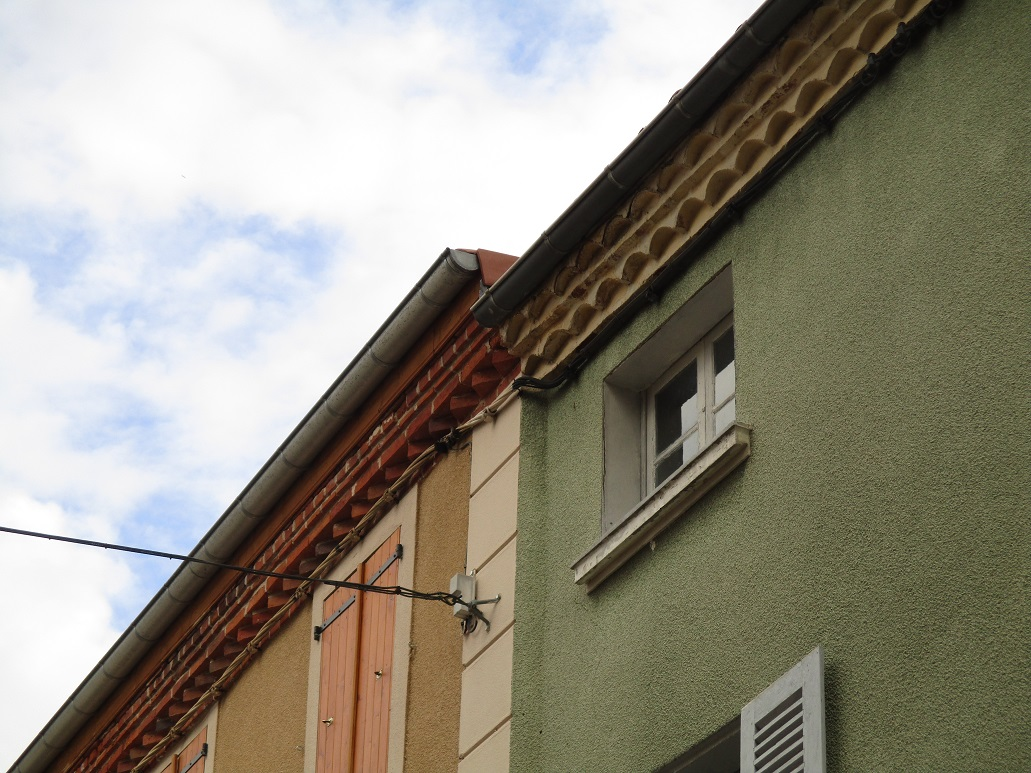
Corniches de bâtiments d'habitation à Sury-le-Comtal.

### Principaux monuments du Forez

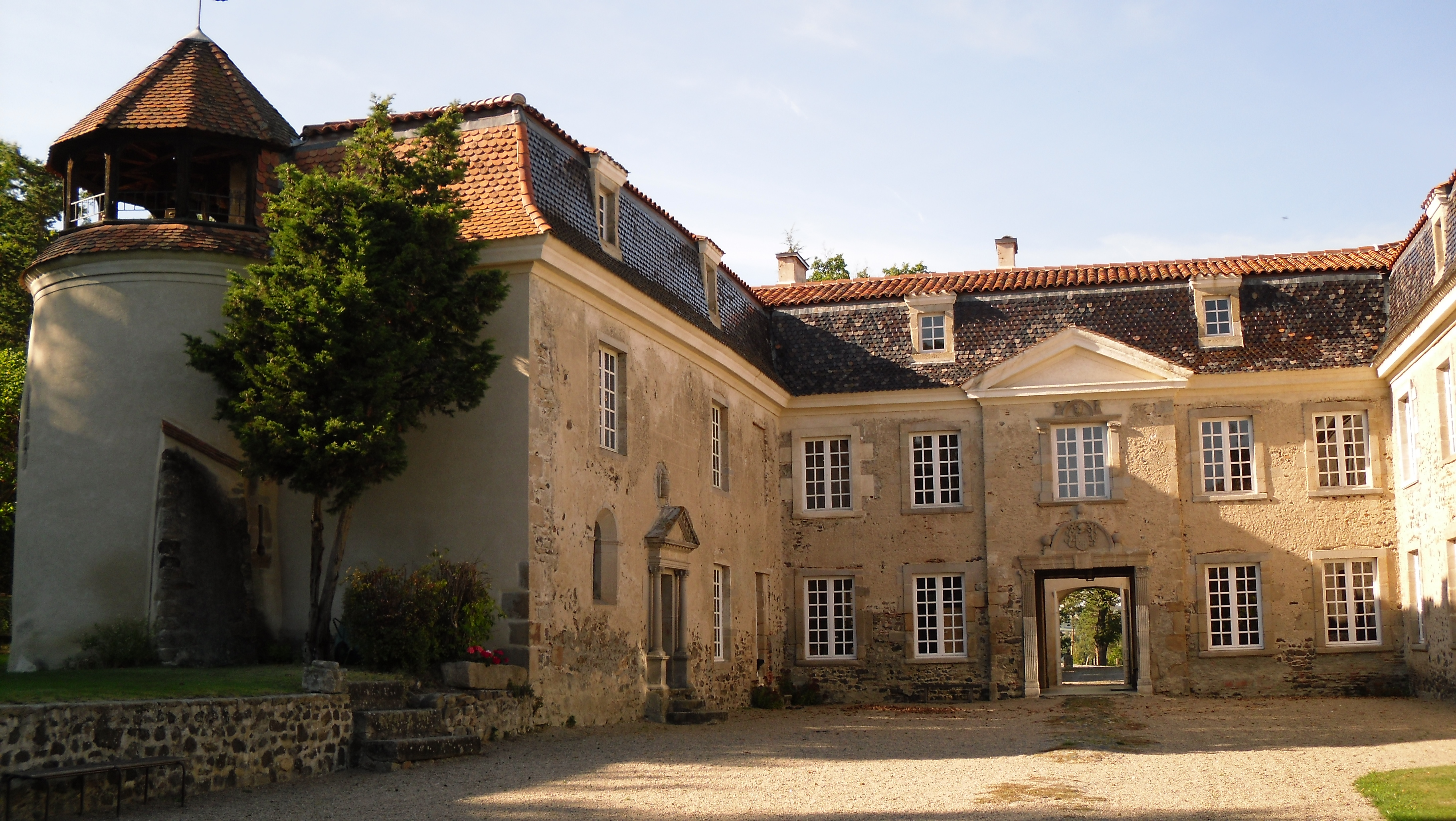
Le château de Goutelas.

#### Châteaux

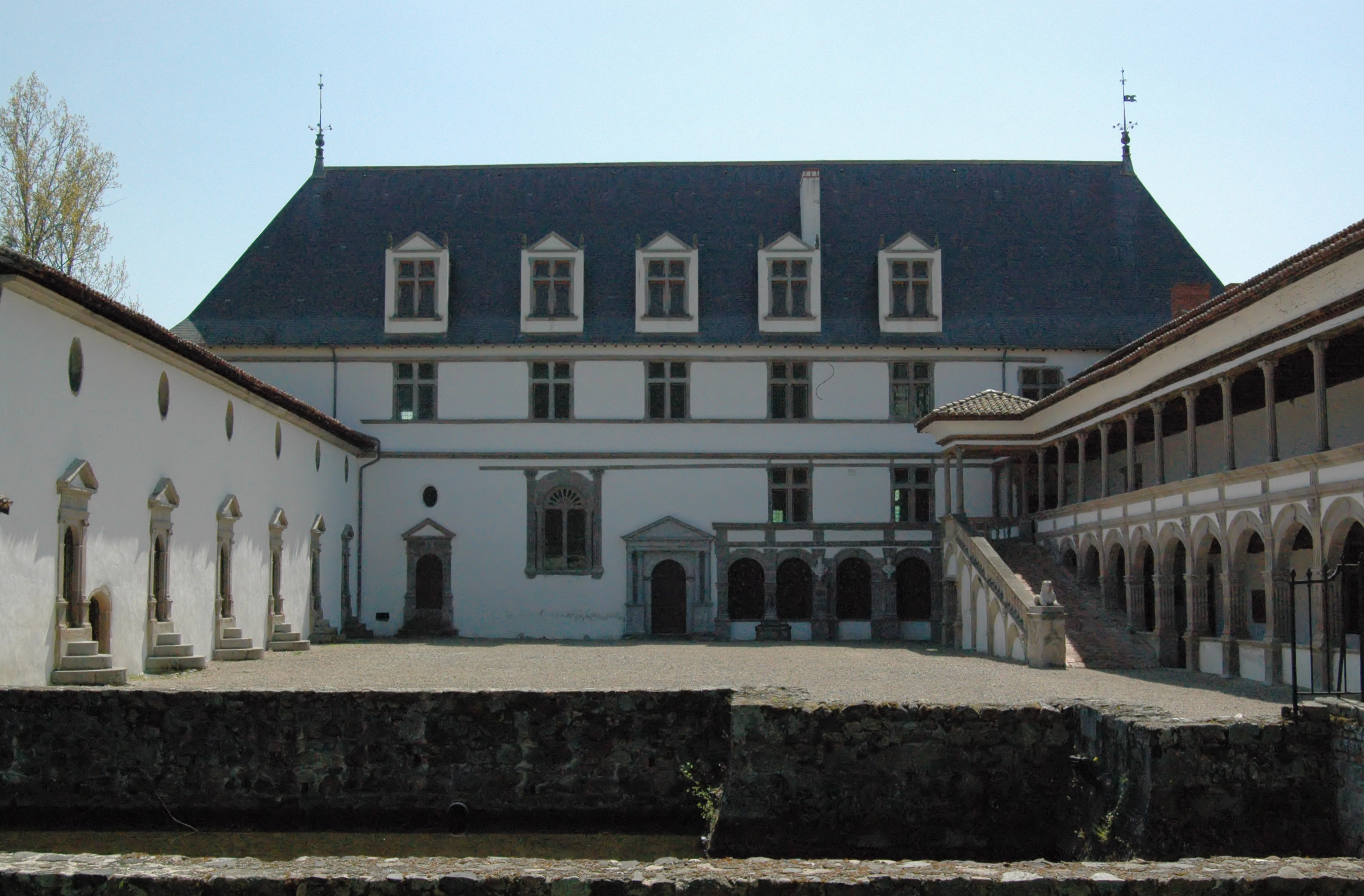
Le château de la Bastie d'Urfé.

- Château de la Bastie d'Urfé
- Château de Bouthéon
- Château de Bonson
- Château de Chalmazel
- Château de Chabert
- Château de Couzan
- Château d'Essalois
- Château de Goutelas
- Château de Grangent
- Château de la Merlée
- Château de Montrond

#### Édifices religieux remarquables
- Prieuré Saint-Martin d'Ambierle
- Église et prieuré de Champdieu
- Collégiale Notre-Dame-d'Espérance de Montbrison

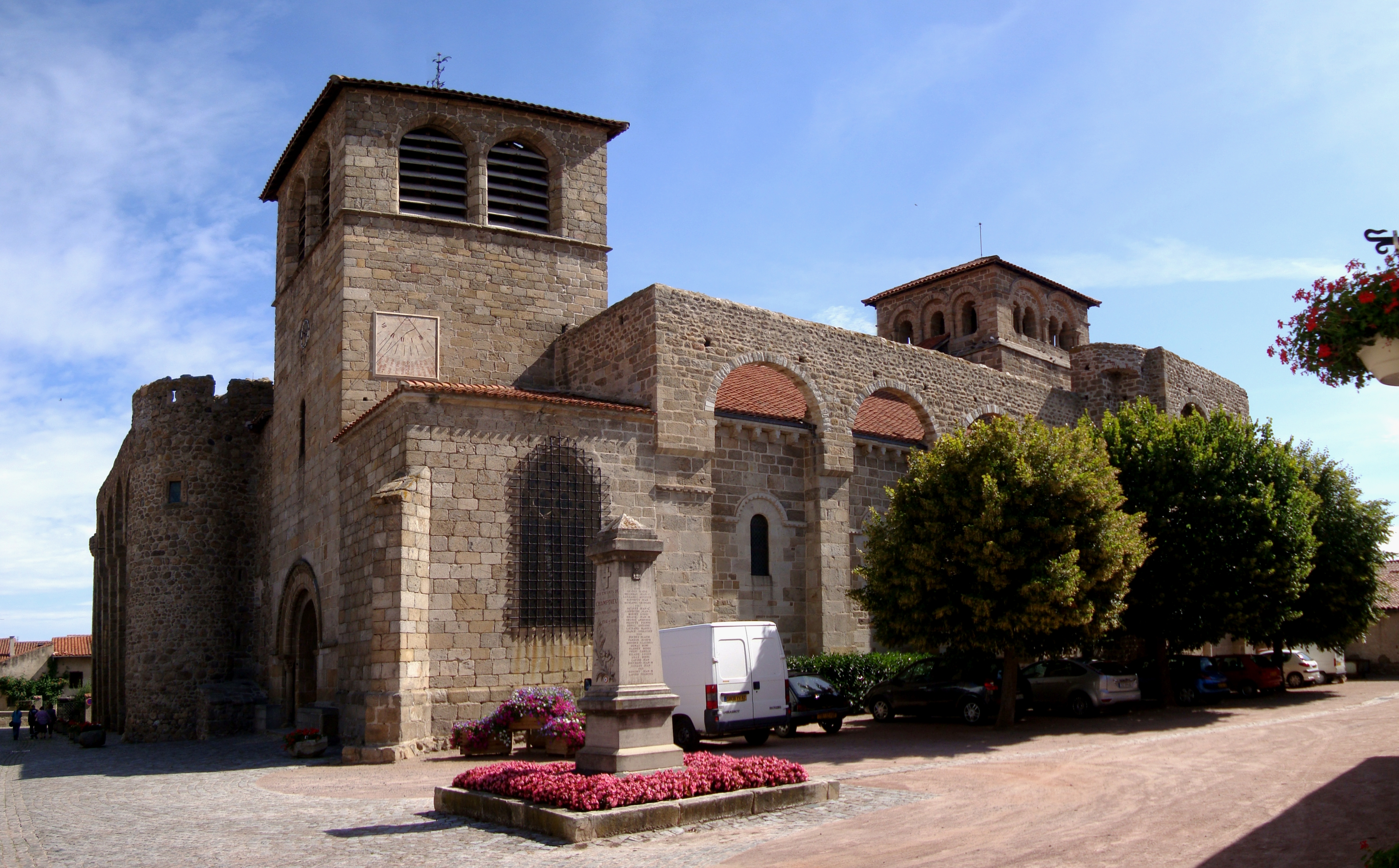
L'église et le prieuré de Champdieu.

- Église de l'Assomption-de-la-Vierge de Montarcher
- Prieuré du Pic de Montverdun
- Église Saint-Pierre de Palogneux
- Château-prieuré de Pommiers-en-Forez
- Collégiale Saint-Bonnet de Saint-Bonnet-le-Château
- Église prieurale de Saint-Romain-le-Puy

### Gastronomie
Deux produits du terroir du Forez bénéficient, chacun, d'une AOC et sont mis en avant dans le cadre de la reconquête de l’identité du territoire forézien : la fourme de Montbrison et les côtes-du-forez.
Parmi les autres produits et spécialités gastronomiques remarquables du Forez, on peut citer les eaux minérales gazeuses de Badoit (Saint-Galmier) et de Parot (Saint-Romain-le-Puy), le Boudin d'herbes du secteur de Boën, le brochet et la carpe élevés dans les étangs de la plaine, la truite et l'écrevisse du Lignon, les myrtilles des monts du Forez, le pâté (pâtisserie).
Certains mets ne sont pas spécifiques au Forez mais font partie intégrante de sa cuisine : les râpées, la salade de barabans (pissenlits et lardons cuits), la brique du Forez, le Sarasson, les bugnes, les matefaims.
À noter qu'une partie du Forez se trouve dans l'Indication géographique protégée des vins de pays d'urfé.

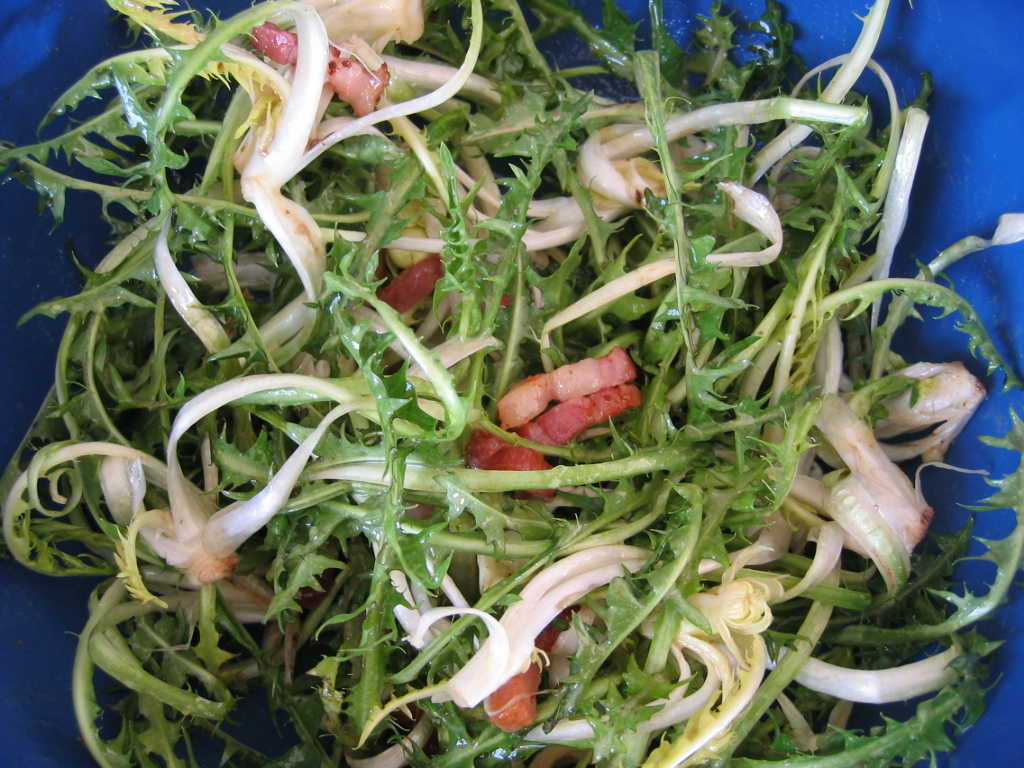
Salade de barabans.
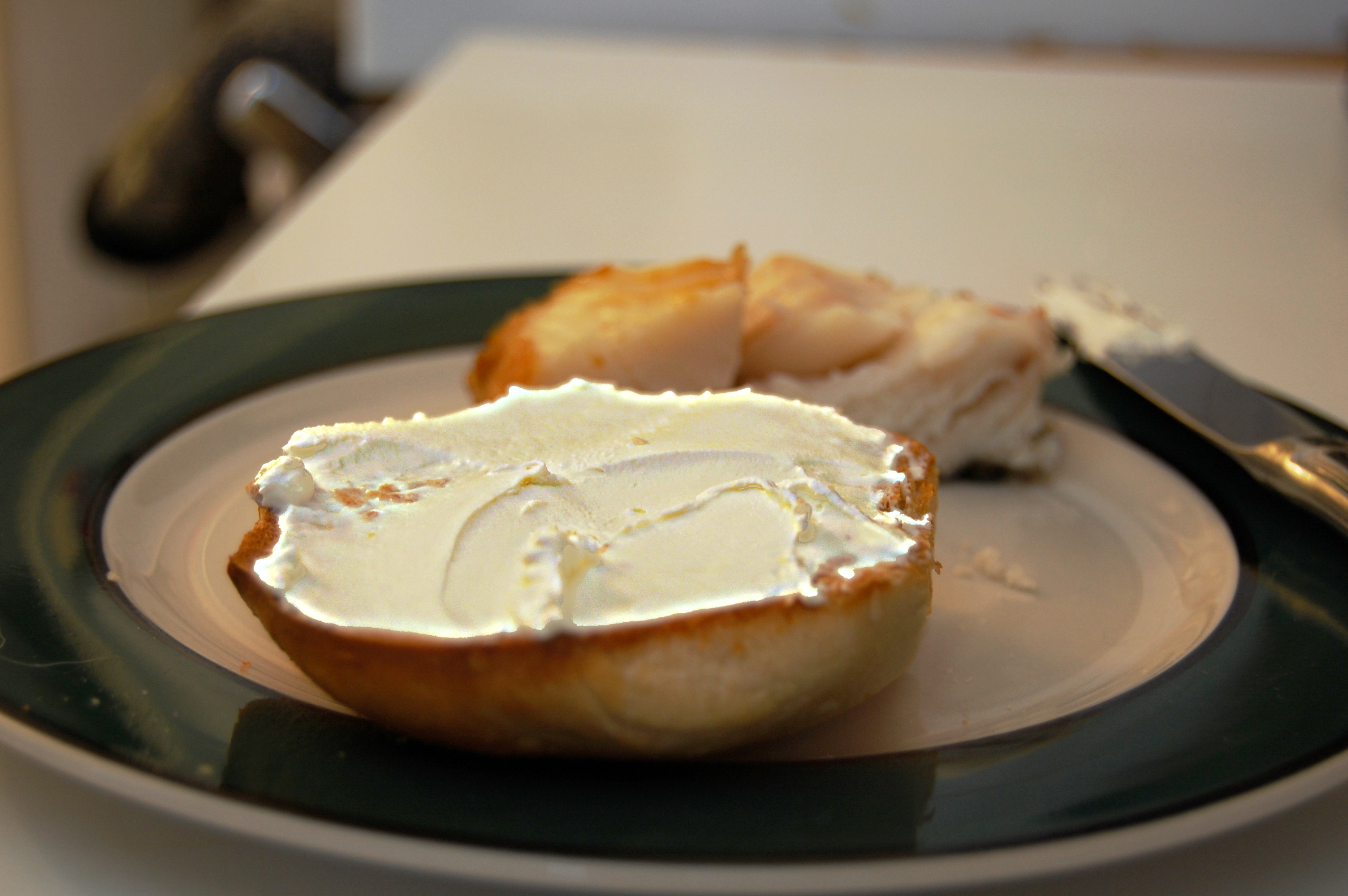
Sarasson.
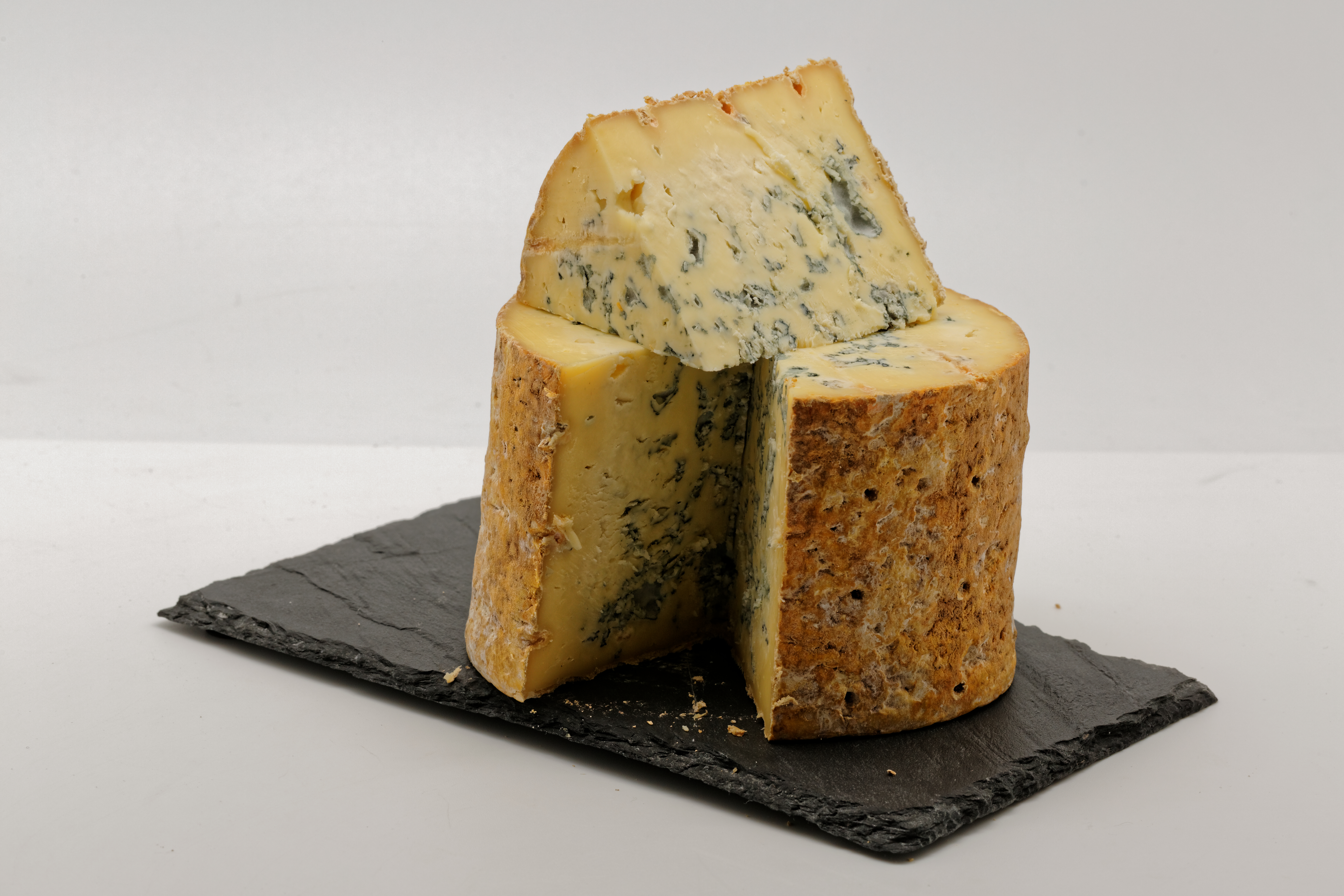
Fourme de Montbrison.
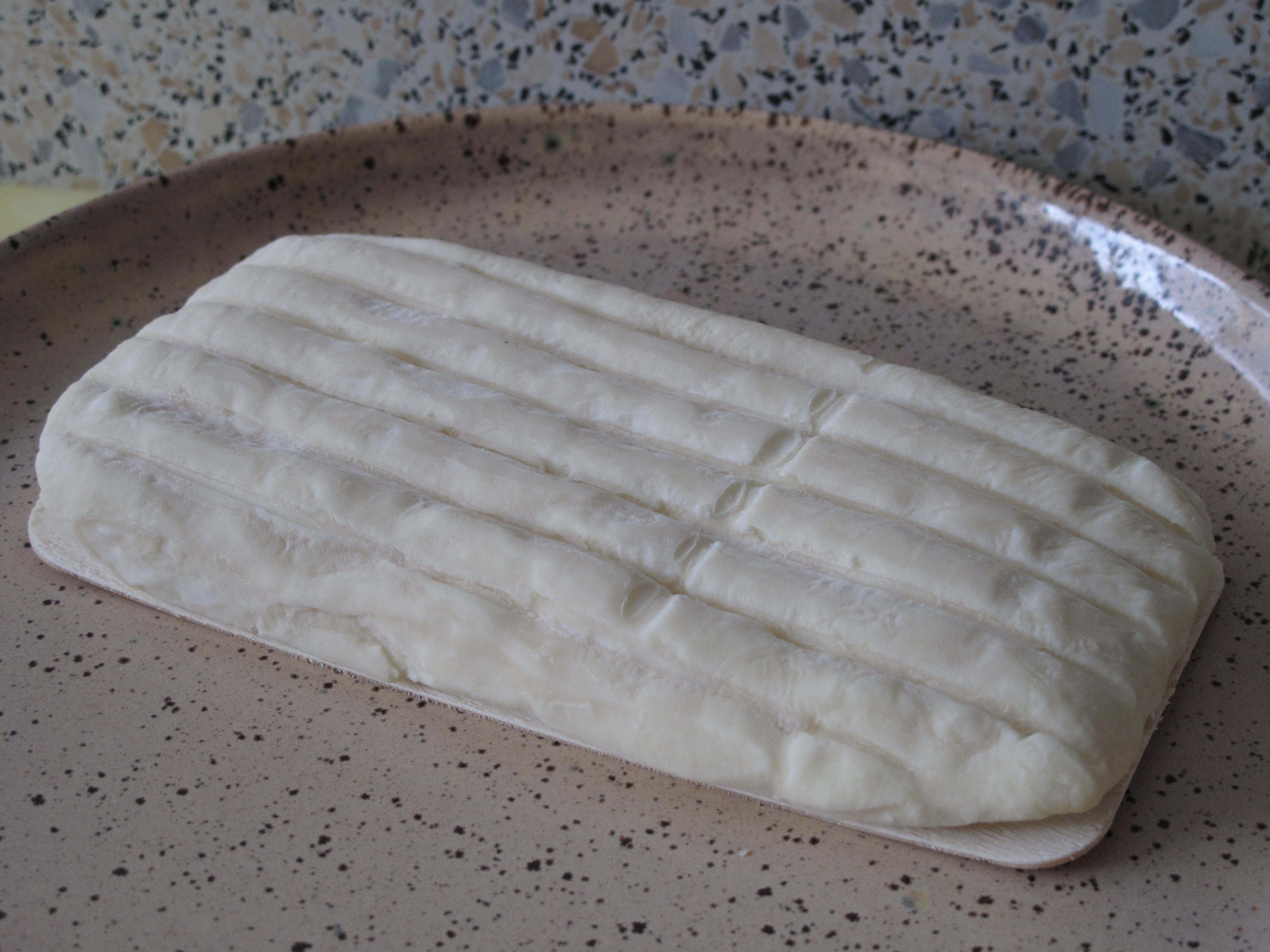
Brique du Forez.
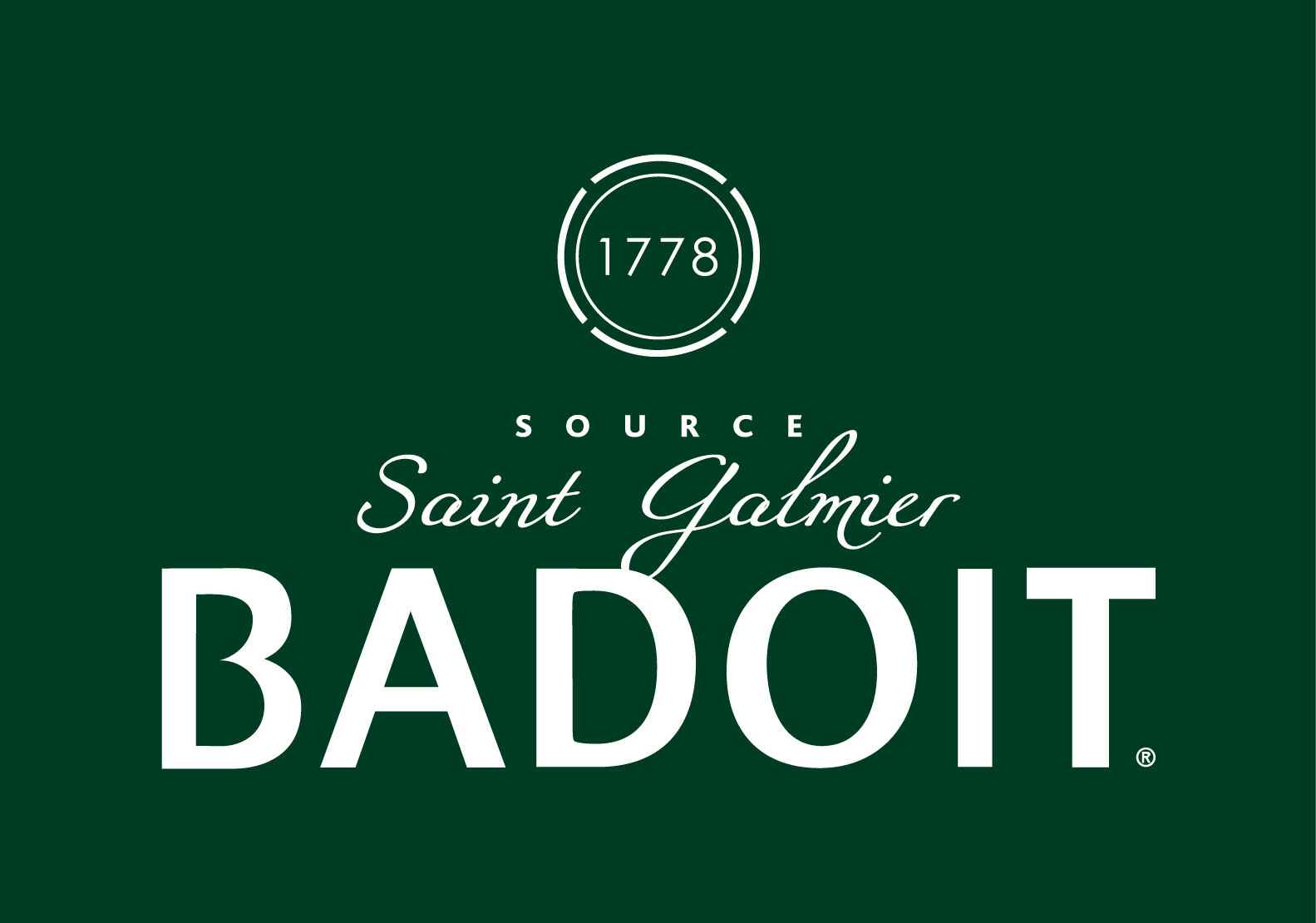
Badoit.

### Quelques personnalités liées au Forez
- Honoré d'Urfé (1568-1625), né à Marseille, auteur de L'Astrée, premier grand roman d'amour à succès international (publié à partir de 1607) qui se passe dans le Forez.
- François d'Aix de La Chaise, dit le Père Lachaise (1624-1709), confesseur de Louis XIV. C'est lui qui a donné à Paris un terrain lui appartenant, et sur lequel sera construit au début du XIXe siècle le fameux cimetière parisien qui porte son nom. Le Père Lachaise est né au château d'Aix, près de Saint-Martin-la-Sauveté, dans la province du Forez.
- Abbé Terray (1715-1778), homme d'État, contrôleur général des finances de Louis XV, secrétaire d'État de la Marine, né à Boën-sur-Lignon.
- Geoffroy Guichard (1867-1940), fondateur du groupe Casino, créateur de l'association sportive du Casino qui deviendra l'Association sportive de Saint-Étienne, est né à Feurs. Son nom sera donné au stade de l'ASSE.
- Georges Montforez (1921-1974), écrivain auteur des romans Les Enfants du marais, Blondépine, À l'ombre d'un chêne qui se déroulent dans le Forez.
- Pierre Boulez (1925-2016), compositeur, pédagogue et chef d'orchestre, né à Montbrison.
- Daniel Pouget (1937-2016), ethnologue et conservateur des musées foréziens.
- Aimé Jacquet (né en 1941 à Sail-sous-Couzan), sélectionneur de l'équipe de France de football championne du monde en 1998.
- Pierre Gagnaire restaurateur né en 1950 à Apinac.
- Muriel Robin (1955-), humoriste et actrice née à Montbrison.
- Mickey 3D, groupe de musique fondé en 1996 à Montbrison.
- François Mauriac avait pris comme pseudonyme Forez quand il était écrivain résistant durant la seconde guerre mondiale.

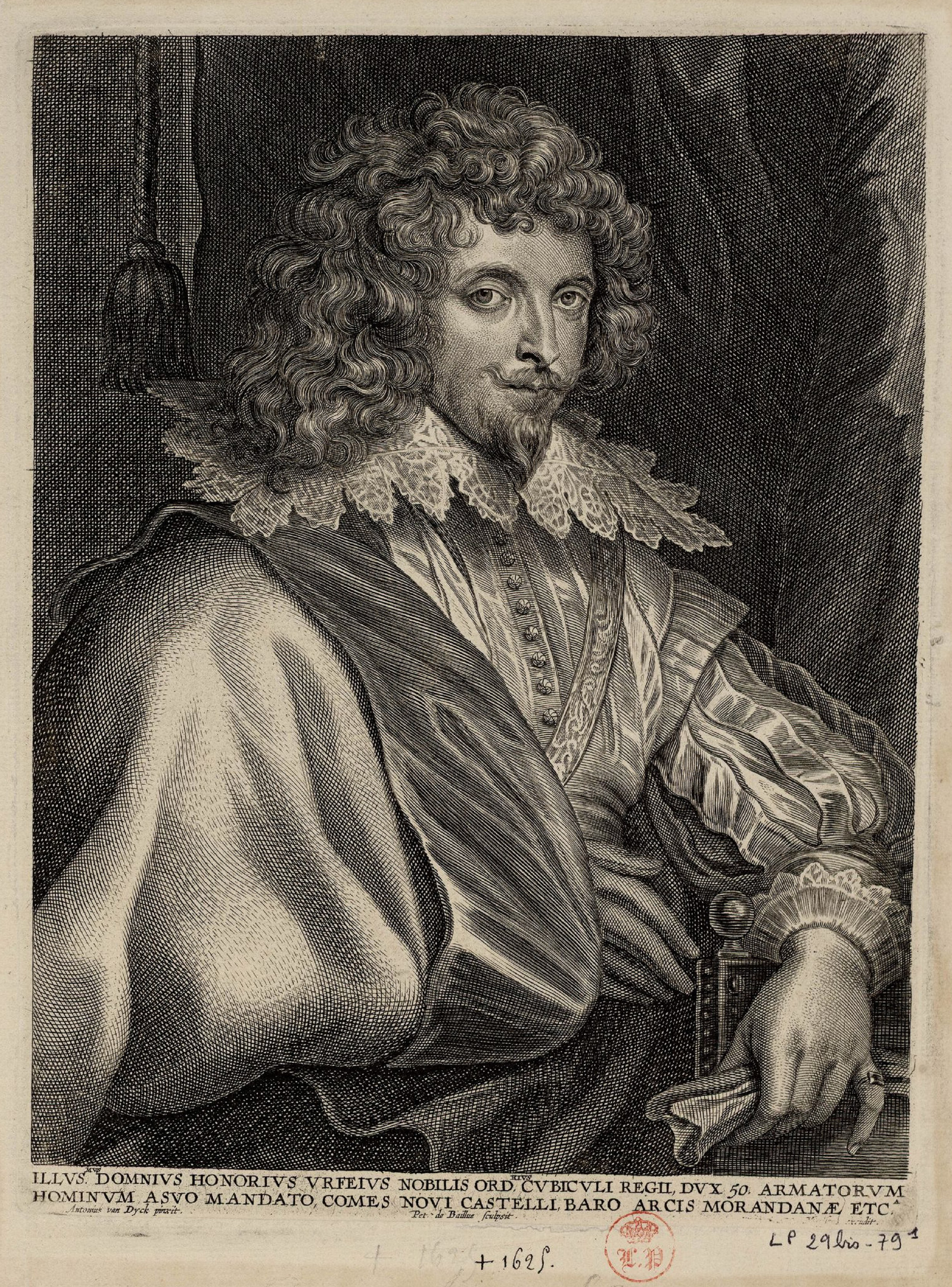
L'écrivain Honoré d'Urfé, auteur de L'Astrée.
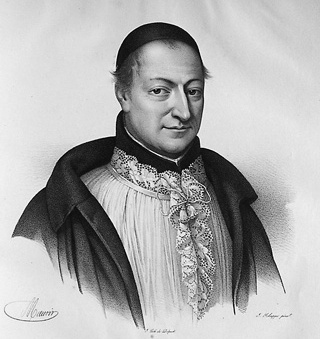
Le Père Lachaise.
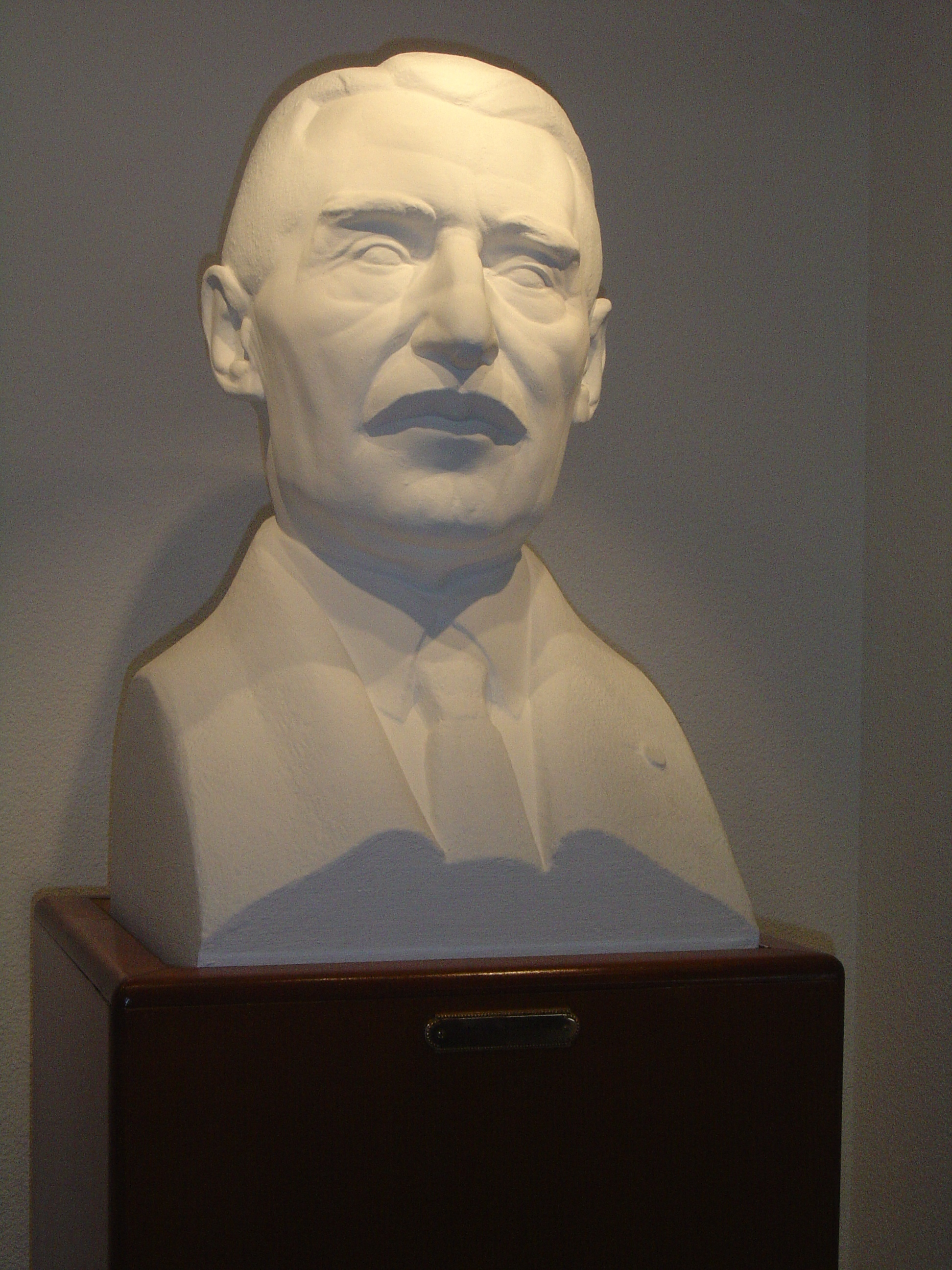
Le fondateur du groupe Casino Geoffroy Guichard.
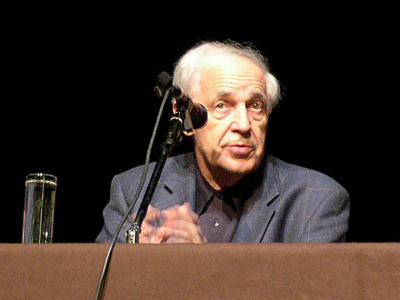
Le compositeur et chef d'orchestre Pierre Boulez.
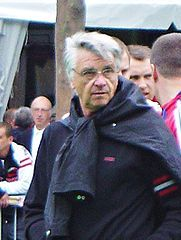
L'ancien joueur et entraîneur de foot Aimé Jacquet.
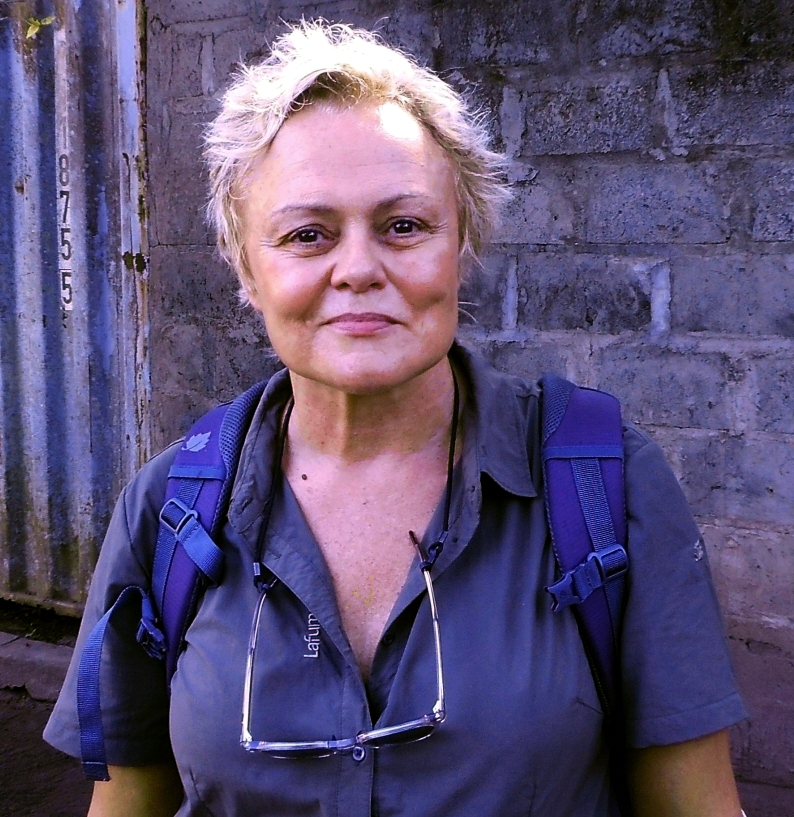
L'humoriste et actrice Muriel Robin.
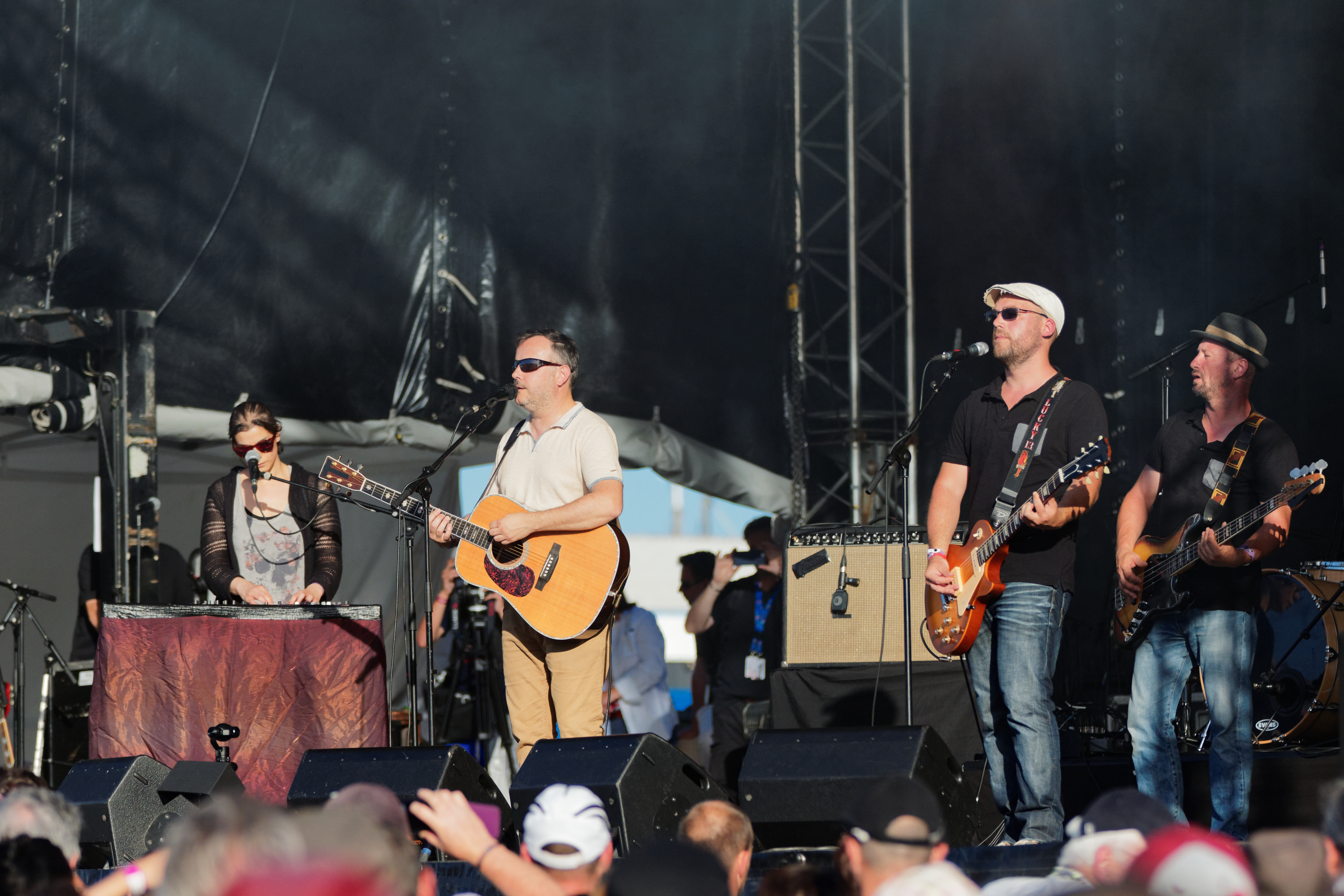
Le groupe Mickey 3D en concert.

### Le Forez dans la littérature

#### L'Astrée
L’Astrée est un roman pastoral, publié de 1607 à 1627, par Honoré d'Urfé, qui se déroule dans le Forez, région qui est évoquée très élogieusement au tout début du livre par cette introduction :
« Auprès de l’ancienne ville de Lyon, du côté du soleil couchant, il y a un pays nommé Forez, qui en sa petitesse contient ce qu’il y a de plus rare au reste des Gaules, car étant divisé en plaines et en montagnes, les unes et les autres sont si fertiles, et situées en un air si tempéré que la terre y est capable de tout ce que peut désirer le laboureur. Au cœur du pays est le plus beau de la plaine, ceinte comme d'une forte muraille des monts assez voisins, et arrosée du fleuve de Loire, qui, prenant sa source assez près de là, passe presque par le milieu, non point encore trop enflé ni orgueilleux, mais doux et paisible. Plusieurs autres ruisseaux en divers lieux la vont baignant de leurs claires ondes ; mais l’un des plus beaux est Lignon, qui vagabond en son cours, aussi bien que douteux en sa source, va serpentant par cette plaine depuis les hautes montagnes de Cervières et de Chalmazel jusqu'à Feurs où Loire le recevant, et lui faisant perdre son nom propre, l’emporte pour tribut à l’Océan... »
L’apparente fierté de l’auteur du texte précédent vient probablement du fait qu’il fut lui-même habitant de la région décrite, et ce dans le château Renaissance de la Bastie d'Urfé, construit par son grand-père, Claude d'Urfé. Aussi, et c’est en cela que le livre perdure à travers les âges depuis sa rédaction, le théâtre des actions racontées dans le livre est toujours présent dans le Forez, et, ayant conservé les mêmes noms, les lieux et les itinéraires sont particulièrement propices à l’évocation du roman. Ainsi, à côté de la Bastie d'Urfé (Saint-Étienne-le-Molard), le long du Lignon du Forez, un petit itinéraire-souvenir a été créé : les Chemins de l'Astrée.
Le Lignon du Forez, encore présent aujourd’hui, a une place importante dans l’œuvre d’Honoré d’Urfé, et est décrit de la manière suivante par l’auteur : « … Le cours de cette rivière, qui passant, contre les murailles de la ville de Boën, semble couper cette plaine presque par le milieu, s’allant rendre au-dessous de Feurs dans le sein de la Loire… ». L’Astrée a tellement marqué les esprits, que dans le Forez, autour de Boën, s'est créée la Communauté de communes du Pays d'Astrée.
Œuvre littéraire majeure du XVIIe siècle, l’Astrée est parfois appelé « le Roman des romans », d’abord par sa taille, qui fait qu’on le considère comme le premier roman-fleuve de la littérature française (6 parties, 40 histoires, 60 livres, 5 399 pages), mais aussi par le succès considérable qu’il a eu dans l’Europe tout entière (traduit en un grand nombre de langues et lu par toutes les cours européennes).
Dans son livre Le Sentiment géographique (Gallimard, collection "Le Chemin", 1976 ; "L'Imaginaire", 1989), le romancier Michel Chaillou propose une rêverie autour des premières pages de L'Astrée qui représente une étape dans la redécouverte du texte à l'époque contemporaine :
« J'aimerais parler d'un livre, l'Astrée, très lu sous Louis XIII, je souhaiterais qu'il fût pays, pays avec villages et collines, hameaux et fermes isolées, pays que les pas peuvent atteindre et les troupeaux investir, mais les prés restent à leur place entre Roanne et Saint-Étienne et la lecture n'est pas la marche, à première vue ».

#### Victor de Laprade et ses œuvres
Victor de Laprade, poète et littérateur naît à Montbrison en 1812. Attaché à sa région natale, il prend plusieurs fois le Forez comme cadre de ses romans. Il l'évoque ainsi en des termes passionnés dans une lettre à Jean Tisseur, le 17 juin 1881 :
« Je contemple avec amour de ma chaise longue, cette plaine et ces montagnes dont je connais les moindres replis. Ce pays est entièrement mon auteur : il m'a fait cœur et âme ; il ne me rappelle que des souvenirs paisibles et sacrés. »
Sa grande histoire forézienne est Pernette, qu'il rédige et publie vers 1869. Il la place très précisément entre Montbrison et Pierre-sur-Haute, sur les communes de Roche et de Saint-Bonnet-le-Courreau. Elle narre l'invasion du Forez par les troupes cosaques après l'abdication de Napoléon Ier en 1814, à travers une famille de paysans. Pierre en est membre, et prend la tête d'une résistance à l'envahisseur, le menant dans un combat au cours duquel il meurt dans les bras de sa toute jeune épouse, Pernette. À travers cette idylle, se cache un rejet du Ier Empire, et par ce biais, du Second Empire de Napoléon III. Victor de Laprade en paiera le prix et sera révoqué de ses fonctions de professeur. Il finira ses jours à Lyon, mais tiendra à être enterré à Montbrison, où une cérémonie funèbre eut lieu à la collégiale Notre-Dame.

#### Biographies
- La Renaissance en Forez, 1450-1620, IIIe festival d'histoire de Montbrison, 1990, Siger, 203 p.
- Édouard Perroy, Les Familles nobles du Forez au XIIIe, essai de filiation, T. 1 & 2, 1976, Centre d'études foréziennes, La Diana,  (ISBN 2-85145-020-4)
- L.-Pierre Gras, Répertoire héraldique ou armorial général du Forez, Librairie Bachelin-Deflorenne, 1874, Paris ; Réimp. Laffitte Reprints, Marseille, 1983,  (ISBN 2-7348-0097-7)
- Abbé Odon Claude Reure, « Bibliothèque des écrivains foréziens ou qui se rattachent au Forez par leur résidence ou leurs fonctions jusqu'en 1835 », Recueil de mémoires & documents sur le Forez, Société de la Diana, t. 13, tome 1 A-K,‎ 1914, p. 1-456 (lire en ligne)
- Abbé Odon Claude Reure, « Bibliothèque des écrivains foréziens ou qui se rattachent au Forez par leur résidence ou leurs fonctions jusqu'en 1835 », Recueil de mémoires & documents sur le Forez, Société de la Diana, t. 14, tome 2 L-Z,‎ 1915, p. 1-529 (lire en ligne)
- Claude Longeon, Les Écrivains foréziens du XVIe siècle, Saint-Étienne, Publications de l'université de Saint-Étienne, 1970, 456 p.  (ISBN 2-85145-002-6)

#### Études anciennes
- Aug. Bernard jeune, Histoire du Forez, Bernard ainé impr., 1835, Montbrison ; Réimp. Laffitte Reprints, 1979, Marseille
- Félix Thiollier, Le Forez pittoresque et monumental : histoire et description du département de la Loire et de ses confins, Lyon, Imprimerie de A. Waltener et Cie, 1889 (lire en ligne)
- Tomas François, « Quelques traits de la géographie et de l'histoire agraires de la plaine du Forez », Revue de géographie de Lyon, vol. 38, no 2,‎ 1963, p. 131-161 (lire en ligne).
- Gérard Berger, Un bailliage marginal et aberrant en Forez Vellave sous l’Ancien Régime : le bailliage du Chauffour (commune d’Estivareilles) : in Cahiers de la Haute-Loire 1976, Le Puy-en-Velay, Cahiers de la Haute-Loire, 1976 (lire en ligne)
- J.M.Devet, Le Forez sous la Terreur, Dénonciation des Stéphanois contre le Représentant Javogues, Chevalier à Saint-Étienne, 1884.

#### Études récentes
- Claude Longeon, Une province française à la Renaissance. La vie intellectuelle en Forez au XVIe siècle, Saint-Étienne, Publications de l'université de Saint-Étienne, 1975, 620 p.  (ISBN 2-85145-024-7)
- Gilbert Gardes (dir.), Grande encyclopédie du Forez et des communes de la Loire. Le pays stéphanois, la vallée de l'Ondaine, Le Coteau, Horvath, 1985, 465 p. (ISBN 2-7171-0332-5)
- Annick Stein, Maisons et paysages du Forez, Créer, 2002, 128 p. (ISBN 978-2-909797-68-7)
- François Tomas, Variations autour du patrimoine. Un cas d'école : le Forez, Saint-Étienne, Publications de l'Université de Saint-Étienne, 2004, 301 p. (ISBN 2-86272-308-8)
- Claude Colombet-Lasseigne, Les hommes et la terre en Forez à la fin du Moyen Âge, la seigneurie rurale face aux crises des XIVe  et  XVe siècles, PU de Saint-Étienne, 2006, 521 p.,  (ISBN 2-86272-408-4)
- Forez et Bourbon. Les ducs de Bourbon, maîtres du Forez aux XIVe et XVe siècles, Actes du colloque de Montbrison du 23 octobre 2010, sous la direction d'Olivier Troubat et Christophe Mathevot, Montbrison, La Diana, 2011.  (ISBN 978-2-911623-23-3)

#### Autres sources
- Marie-Nicolas Bouillet  et Alexis Chassang (dir.), « Forez » dans Dictionnaire universel d’histoire et de géographie, 1878 (lire sur Wikisource)
- Forez et Vivarais, itinéraire de l'homme de goût, publié par le comité de la région XVI bis, exposition internationale de Paris de 1937, éditions du Pigeonnier, Saint-Félicien (Ardèche), 1937. Illustrations de Jean Chièze.
- Jean Antoine de La Tour de Varan, Études sur le Forez, 1860, et années suivantes.
- l'ensemble des œuvres de Marguerite Gonon
- Les ouvrages d'Henri Pourrat né à Ambert le 7 mai 1887.
- Michel Chaillou, Le Sentiment géographique, Paris, Gallimard, collection Le Chemin, 1976 ; collection L'Imaginaire, 1989.
- Jérôme Sagnard, Joseph Berthet Le Forez, il y a bientôt cent ans, Éditions Alan Sutton, 2005, 96 p.